# GNUstep
GNUstep je svobodná implementace objektového aplikačního rozhraní Cocoa (dříve šířeného společností NeXT pod jménem OpenStep, dnes vyvíjeného společností Apple v rámci operačního systému macOS) v jazyce Objective-C určená nejen pro UN*Xové systémy, ale například i pro Microsoft Windows. Je součástí projektu GNU, aplikace jsou uvolněny pod licencí GNU GPL a knihovny pod licencí GNU LGPL.
Ambicí projektu jako takového není ucelené desktopové prostředí, nicméně existuje desktopové prostředí pomocí něj vystavené jménem Étoilé.